# هيروشي اينو (عالم حشرات)
هيروشي اينو (باليابانية: 井上寛) هو عالم حشرات ياباني، ولد في 1917، وتوفي في 2008.